# فرانز كراوس
فرانز كراوس (بالألمانية: Franz Krausz)‏ (و. 1905 – 1998 م) هو مصمم جرافيك، توفي في تل أبيب، عن عمر يناهز 93 عاماً.